# Cedar Walton
Pour les articles homonymes, voir Walton.
Cedar Anthony Walton, Junior, né le 17 janvier 1934 à Dallas (Texas) et mort le 19 août 2013 à Brooklyn, est un pianiste américain de jazz de style hard bop.

## Biographie
Walton est originaire de Dallas comme le guitariste Charlie Christian et le pianiste Red Garland. Après des études à l'Université de Denver entre 1951 et 1954, Walton s'installe à New York en 1955 ; il effectue deux ans dans l'armée en Allemagne où il joue avec des musiciens comme Leo Wright, Don Ellis et Eddie Harris. De retour à New York, Walton entame réellement sa carrière de musicien puisqu'entre 1958 et 1961 il joue notamment avec Kenny Dorham, participe en 1959 à l'album Giant Steps de John Coltrane, rejoint l'orchestre de J. J. Johnson puis l'ensemble de Benny Golson-Art Farmer de 1960 à 1961.
En 1961, Walton rejoint pour trois ans les Jazz Messengers du batteur Art Blakey comme arrangeur aux côtés de Wayne Shorter et de Freddie Hubbard. Il accompagne la chanteuse Abbey Lincoln entre 1965 et 1966 et enregistre avec le trompettiste Lee Morgan les deux années suivantes. À la fin des années 1960, il intègre régulièrement la section rythmique pour le label Prestige et enregistre avec le guitariste Pat Martino et les saxophonistes Sonny Criss, Eric Kloss et Charles McPherson. Au début des années 1970, Walton effectue de plusieurs concerts et tournées à l'étranger avec son ensemble nommé Eastern Rebellion qui comprenait notamment les saxophonistes Hank Mobley, George Coleman, Clifford Jordan, Bob Berg et Ralph Moore puis retrouve à nouveau Art Blakey en 1973 pour une tournée au Japon. Dans les années 1980 et 1990, Walton continue à diriger ses groupes et à enregistrer.
Les morceaux Bolivia et Mosaic sont deux de ses compositions les plus connues ainsi que Fantasy in D, enregistrée sous le titre Ugetsu par Art Blakey en 1963 puis devenue un standard de jazz.

## Discographie

### En tant que leader
- 1967: Cedar! (Prestige)
- 1968: Spectrum (Prestige)
- 1969: The Electric Boogaloo Song (Prestige)
- 1969: Soul Cycle (Prestige)
- 1972: Breakthrough! avec Hank Mobley (Cobblestone)
- 1973: A Night At Boomers, Vol. 1 (Muse)
- 1973: A Night At Boomers, Vol. 2 (Muse)
- 1974: Firm Roots (Muse)
- 1974: Pit Inn (East Wind)
- 1975: Mobius (RCA)
- 1975: Eastern Rebellion (Timeless) avec George Coleman, Sam Jones & Billy Higgins
- 1976: The Pentagon (East Wind)
- 1976: Beyond Mobius (RCA)
- 1977: Eastern Rebellion 2 (Timeless) avec Bob Berg, Sam Jones & Billy Higgins
- 1977: First Set (SteepleChase)
- 1977: Second Set (SteepleChase)
- 1977: Third Set (SteepleChase)
- 1978: Animation (Columbia)
- 1979: Eastern Rebellion 3 (Timeless) avec Curtis Fuller, Bob Berg, Sam Jones & Billy Higgins
- 1980: Soundscapes (Columbia)
- 1980: The Maestro (Muse) - avec Abbey Lincoln
- 1981: Piano Solos (Clean Cuts)
- 1981: Heart & Soul (Timeless) avec Ron Carter
- 1982: Among Friends (Theresa)
- 1983: Eastern Rebellion 4 (Timeless) avec Curtis Fuller, Bob Berg, Alfredo "Chocolate" Armenteros, David Williams & Billy Higgins
- 1983: The All American Trio (Baystate) - avec Ron Carter and Jack DeJohnette
- 1985: Cedar's Blues (Red)
- 1985: The Trio 1 (Red)
- 1985: The Trio 2 (Red)
- 1985: The Trio 3 (Red)
- 1985: Cedar Walton (Timeless)
- 1985: Bluesville Time (Criss Cross)
- 1986: Blues for Myself (Red)
- 1986: Cedar Walton Plays (Delos)
- 1990: Mosaic (Musicmasters) avec Eastern Rebellion
- 1992: Live at Maybeck (Concord Jazz)
- 1992: Simple Pleasure (Musicmasters) avec Eastern Rebelion
- 1992: Manhattan Afternoon (Criss Cross)
- 1994: Just One of Those... Nights At The Village Vanguard (Musicmasters) avec Eastern Rebellion
- 1996: Composer (Astor Place)
- 1997: Roots (Astor Place)
- 2001: The Promise Land (HighNote)
- 2002: Latin Tinge (HighNote)
- 2005: Underground Memoirs (HighNote)
- 2005: Midnight Waltz (Venus Records)
- 2006: One Flight Down (HighNote)
- 2008: Seasoned Wood (HighNote)
- 2009: Voices Deep Within (HighNote)
- 2010: Cedar Chest (HighNote)
- 2010: Song of Delilah: The Music of Victor Young (Venus Records)
- 2011: The Bouncer (HighNote)

Avec the Timeless All Stars
- 1982: It's Timeless (Timeless)
- 1983: Timeless Heart (Timeless)
- 1986: Essence (Delos)
- 1991: Time For The Timeless All Stars (Early Bird Records)

### En tant que sideman
Avec Gene Ammons & Sonny Stitt
- God Bless Jug and Sonny (Prestige, 1973 [2001])
- Left Bank Encores (Prestige, 1973 [2001])

Avec Art Blakey
- Mosaic (Blue Note, 1961)
- Three Blind Mice (Blue Note, 1962)
- Caravan (Riverside, 1963)
- Ugetsu (Riverside, 1963)
- Buhaina's Delight (Blue Note, 1963)
- Free for All (Blue Note, 1964)
- Kyoto (Riverside, 1964)
- Indestructible (Blue Note, 1964)
- Golden Boy (Colpix, 1964)
- Buhaina (Prestige, 1973)
- Anthenagin (Prestige, 1973)

Avec Donald Byrd
- Slow Drag (Blue Note, 1967)

Avec Joe Chambers
- The Almoravid (Muse, 1974)

Avec Ornette Coleman
- Broken Shadows (Columbia, 1972 [1982])

Avec Johnny Coles
- Katumbo (Dance) (Mainstream, 1971)

Avec John Coltrane
- Giant Steps (Atlantic, 1959) [alternate takes]

Avec Sonny Criss
- Up, Up and Away (Prestige, 1967)
- The Beat Goes On! (Prestige, 1968)

Avec Kenny Dorham
- This Is the Moment! (Riverside, 1958)

Avec Kenny Dorham and Cannonball Adderley
- Blue Spring (Riverside, 1959)

Avec Teddy Edwards
- It's All Right! (Prestige, 1967)

Avec Art Farmer
- The Time and the Place (Columbia, 1967)
- The Art Farmer Quintet Plays the Great Jazz Hits (Columbia, 1967)
- Homecoming (Mainstream, 1971)
- Yesterday's Thoughts (East Wind, 1975)
- To Duke with Love (East Wind, 1975)
- The Summer Knows (East Wind, 1976)
- Art Farmer Quintet at Boomers (East Wind, 1976)
- Voices All (Eastworld, 1982) - with Benny Golson

Avec Curtis Fuller
- Soul Trombone (Impulse!, 1961)
- Smokin' (Mainstream, 1972)

Avec Benny Golson
- Take a Number from 1 to 10 (Argo, 1961)
- This Is for You, John (Timeless, 1983 [1987])

Avec Dexter Gordon
- Tangerine (Prestige, 1972 [1975])
- Generation (Prestige, 1972)

Avec Steve Grossman
- Love is the Thing (Red Record, 1985)

Avec Eddie Harris
- Cool Sax from Hollywood to Broadway (Columbia, 1964)
- The In Sound (Atlantic, 1965)
- Mean Greens (Atlantic, 1966)
- The Tender Storm (Atlantic, 1966)
- Excursions (Atlantic, 1966–73)
- How Can You Live Like That? (Atlantic, 1976)

Avec Jimmy Heath
- The Quota (Riverside, 1961)
- Triple Threat (Riverside, 1962)

Avec Joe Henderson
- Mode for Joe (Blue Note, 1966)

Avec Billy Higgins
- Soweto (Red, 1979)
- The Soldier (Timeless, 1979 [1981])
- Once More (Red, 1980)
- Bridgework (Contemporary, 1987)
- Billy Higgins Quintet (Sweet Basil, 1993)

Avec Freddie Hubbard
- Here to Stay (Blue Note, 1962 [1979])

Avec Bobby Hutcherson
- Highway One (Columbia, 1978)
- Farewell Keystone (Evidence, 1982 [1992])

Avec Milt Jackson
- Milt Jackson at the Museum of Modern Art (Limelight, 1965)
- Born Free (Limelight, 1966)
- Milt Jackson and the Hip String Quartet (Verve, 1968)
- Goodbye (CTI, 1973)
- Olinga (CTI, 1974)

Avec Etta James
- Mystery Lady: Songs of Billie Holiday (RCA Victor, 1994)
- Time After Time (RCA Victor, 1995)
- 12 Songs of Christmas (Private Music, 1998)
- Blue Gardenia (Private Music, 2001)

Avec The Jazztet (Art Farmer and Benny Golson)
- Big City Sounds (Argo, 1960)
- The Jazztet and John Lewis (Argo, 1961)
- The Jazztet at Birdhouse (Argo, 1961)

Avec J. J. Johnson
- J.J. Inc. (Columbia, 1961)

Avec Sam Jones
- Seven Minds (East Wind Records, 1974)

Avec Clifford Jordan
- Spellbound (Riverside, 1960)
- Starting Time (Jazzland, 1961)
- Bearcat (album)|Bearcat (Jazzland, 1962)
- These are My Roots: Clifford Jordan Plays Leadbelly (Atlantic, 1965)
- Glass Bead Games (Strata-East, 1974)
- Half Note (SteepleChase, 1974 [1985])
- Night of the Mark VII (Muse, 1975)
- On Stage Vol. 1 (SteepleChase, 1975 [1977])
- On Stage Vol. 2 (SteepleChase, 1975 [1978])
- On Stage Vol. 3 (SteepleChase, 1975 [1979])
- Firm Roots (Steeplechase, 1975)
- The Highest Mountain (Steeplechase, 1975)

Avec Eric Kloss
- First Class Kloss! (Prestige, 1967)

Avec Abbey Lincoln
- Abbey Is Blue (Riverside, 1959)

Avec Pat Martino
- Strings! (Prestige, 1967)

Avec Christian McBride
- New York Time (Chesky, 2006)

Avec Charles McPherson
- From This Moment On! (Prestige, 1968)
- Horizons (Prestige, 1968)

Avec Blue Mitchell
- Stratosonic Nuances (RCA, 1975)

Avec Frank Morgan
- Easy Living (Contemporary, 1985)
- Lament (Contemporary, 1986)
- Bebop Lives! (Contemporary, 1986)
- Love, Lost and Found (Telarc, 1995)

Avec Lee Morgan
- Caramba! (Blue Note, 1968)
- The Sixth Sense (Blue Note, 1968)

Avec Blue Mitchell
- The Cup Bearers (Riverside, 1962)
- Boss Horn (1966)
- Summer Soft (Impulse!, 1977)

Avec Houston Person
- Chocomotive (Prestige, 1967)
- Trust in Me (Prestige, 1967)
- Blue Odyssey (Prestige, 1968)
- Broken Windows, Empty Hallways (Prestige, 1972)
- The Big Horn (Muse, 1976 [1979])

Avec Sonny Red
- The Mode (Jazzland, 1961)
- Sonny Red (Mainstream, 1971)

Avec Stanley Turrentine
- Another Story (Blue Note, 1969)

Avec Woody Shaw
- Setting Standards (Muse, 1983)

Avec Idrees Sulieman
- Now Is the Time (SteepleChase, 1976)

Avec David Williams
- Up Front (Timeless, 1987)